# Volby do Evropského parlamentu v Lotyšsku 2024
Volby do Evropského parlamentu v roce 2024 se v Lotyšsku uskutečnily v sobotu 8. června v rámci celoevropských voleb do Evropského parlamentu. Nově zvolený Evropský parlament má ve svém 10. volebním období (2024–2029) celkem 720 mandátů, přičemž Lotyšsko v něm má 9 zástupců, což je o jednoho poslance více než v předchozím parlamentním cyklu.

## Předvolební situace
| Frakce EP                  | Frakce EP                                          | Mandáty | Strany             | Strany                                                           | Mandáty        | Poslanci                                    |
| -------------------------- | -------------------------------------------------- | ------- | ------------------ | ---------------------------------------------------------------- | -------------- | ------------------------------------------- |
|                            | Evropská lidová strana (EPP)                       | 3/8     |                    | Vienotība                                                        | 3              | Sandra Kalniete Dace Melbārde Inese Vaidere |
|                            | Pokrokové spojenectví socialistů a demokratů (S&D) | 2/8     |                    | "Saskaņa" sociāldemokrātiskā partija                             | 1              | Nils Ušakovs                                |
|                            | Pokrokové spojenectví socialistů a demokratů (S&D) | 2/8     | Gods kalpot Rīgai! | 1                                                                | Andris Ameriks |                                             |
|                            | Obnova Evropy (RE)                                 | 1/8     |                    | Latvijas attīstībai                                              | 1              | Ivars Ijabs                                 |
|                            | Evropští konzervativci a reformisté (ECR)          | 1/8     |                    | Nacionālā apvienība "Visu Latvijai!"—"Tēvzemei un Brīvībai/LNNK" | 1              | Roberts Zīle                                |
|                            | Nezařazení (NA)                                    | 1/8     |                    | Latvijas Krievu savienība                                        | 1              | Tatjana Ždanoka                             |
| Celkem                     | Celkem                                             | Celkem  | Celkem             | Celkem                                                           | 8              |                                             |
| Zdroj: European Parliament |                                                    |         |                    |                                                                  |                |                                             |

## Kandidující subjekty
Seznam kandidujících politických subjektů podle vylosovaných čísel. V závorce je uveden volební lídr:
1. "Saskaņa" sociāldemokrātiskā partija (Nils Ušakovs)
2. Jaunā konservatīvā partija (Tālis Linkaits)
3. Nacionālā apvienība (Roberts Zīle)
4. Latvija pirmajā vietā	(Vilis Krištopans)
5. Latvijas Attīstībai (Ivars Ijabs)
6. Centra partija (Inna Djeri)
7. Apvienība Jaunlatvieši (Rūdolfs Brēmanis)
8. Apvienotais saraksts (Reinis Pozņaks)
9. Progresīvie (Elīna Pinto)
10. Tautas varas spēks (Valentīns Jeremejevs)
11. Kustība Par! (Ivanna Voločija)
12. Suverēnā vara	(Jūlija Stepaņenko)
13. Tauta. Zeme. Valsts. (Aleksandrs Kiršteins)
14. Zaļo un zemnieku savienība (Harijs Rokpelnis)
15. Jaunā Vienotība (Valdis Dombrovskis)
16. Stabilitātei (Ņikita Piņins)

## Průzkumy veřejného mínění
| Institut      | Datum             | Velikost vzorku | JV       | S              | NA       | LA       | Par!     | ZZS      | AS      | JKP | PRO     | TZV     | CP  | TVS     | S!      | LPV     | SV  | AJ      |         |     |     |
| ------------- | ----------------- | --------------- | -------- | -------------- | -------- | -------- | -------- | -------- | ------- | --- | ------- | ------- | --- | ------- | ------- | ------- | --- | ------- | ------- | --- | --- |
| Institut      | Datum             | Velikost vzorku | SKDS/LTV | 7. březen 2024 | 1505     | 16,6 (1) | 10,1 (1) | 17,1 (2) | 8,9 (1) | 1,5 | 3,4     | 6,1 (1) | 3,5 | 9,6 (1) | 0,2     | 2,1     | 0,6 | 6,4 (1) | 8,2 (1) | 3,8 | 1,9 |
| SKDS/LTV      | 10.-14. únor 2024 | 1505            | 17,9 (2) | 9,1 (1)        | 16,5 (1) | 9,2 (1)  | 0,6      | 4,0      | 7,4 (1) | 3,5 | 8,9 (1) | 0,8     | 2,1 | 0,5     | 7,5 (1) | 6,6 (1) | 3,2 | 2,3     |         |     |     |
| Volby EP 2019 | 25. květen 2019   | –               | 26,4 (2) | 17,6 (2)       | 16,5 (2) | 12,5 (1) | 12,5 (1) | 5,6 (0)  | 5,0     | 4,4 | 2,9     | 0,9     | 0,5 | 0,2     | —       | —       | —   | —       |         |     |     |

## Výsledky

Rozdělení mandátů

| Politický subjekt                        | Politický subjekt           | Frakce v EP      | Hlasy   | Hlasy | Mandáty | Mandáty | Mandáty | Zvolení poslanci                   |   |
| Politický subjekt                        | Politický subjekt           | Frakce v EP      | počet   | %     | počet   | %       | změna   | Zvolení poslanci                   |   |
| ---------------------------------------- | --------------------------- | ---------------- | ------- | ----- | ------- | ------- | ------- | ---------------------------------- | - |
|                                          | Nová jednota (JV)           | EPP              | 130 557 | 25,09 | 2       | 22,22   | ▬       | Valdis Dombrovskis Sandra Kalniete |   |
|                                          | Nacionālā apvienība (NA)    | ECR              | 114 853 | 22,07 | 2       | 22,22   | ▬       | Roberts Zīle Rihards Kols          |   |
|                                          | Latvijas attīstībai (LA)    | Renew            | 48 695  | 9,36  | 1       | 11,11   | ▬       | Ivars Ijabs                        |   |
|                                          | Apvienotais saraksts (AS)   | ?                | 42 551  | 8,18  | 1       | 11,11   | ▲ +1    | Reinis Pozņaks                     |   |
|                                          | Progresīvie (PRO)           | Greens/EFA       | 38 751  | 7,45  | 1       | 11,11   | ▲ +1    | Mārtiņš Staķis                     |   |
|                                          | Saskaņa (S)                 | S&D              | 37 096  | 7,13  | 1       | 11,11   | ▼ -1    | Nils Ušakovs                       |   |
|                                          | Latvija pirmajā vietā (LPV) | ?                | 32 034  | 6,16  | 1       | 11,11   | ▲ +1    | Vilis Krištopans                   |   |
|                                          | Ostatní subjekty            | Ostatní subjekty | 70 032  | 13,46 | 0       | 0       | —       | —                                  |   |
| CELKEM                                   | CELKEM                      | CELKEM           | 514 569 | 100   | 9       | 100     | ▲ +1    | —                                  | — |
| ZDROJ: EIROPAS PARLAMENTA VĒLĒŠANAS 2024 |                             |                  |         |       |         |         |         |                                    |   |